# Électrobus de Chambéry à Chignin
L’Électrobus de Chambéry à Chignin est une ligne de trolleybus appartenant au Conseil général de la Savoie et reliant les gares de Chambéry et de Chignin en passant par les communes de La Ravoire, Challes-les-Eaux et Saint-Jeoire-Prieuré.
Mis en service en juillet 1930 afin de remplacer le tramway qui relie alors Chambéry à la station thermale de Challes-les-Eaux, il est exploité par la Régie Départementale des électrobus de la Savoie, qui exploite deux autres électrobus dans le département : Modane-Lanslebourg et Moûtiers-Villard du Planay. Devenu non rentable et gênant pour la circulation automobile, le trolleybus est supprimé en 1955.

## Histoire

### Avant le trolleybus
Il existe à Chambéry, depuis 1892, un réseau de tramway à écartement de 60 centimètres,. À partir de 1910 et sa reprise par le Conseil général de la Savoie,, des projets d’électrification voient le jour. Afin de préparer ce nouveau moyen de propulsion, quatre automotrices au pétrole, devant être adaptés à l’électricité une fois la transformation du réseau effectué, sont acquises en 1923. Au début des années 1920, le projet d’électrification commence à se préciser et trois phases sont définies : d’abord la section Saint-Jeoire-Prieuré-Chambéry, puis Chambéry-La Motte-Servolex et enfin La Motte-Servolex-Le Bourget-du-Lac. La mise en service de trolleybus est également évoqué pour la première fois en 1925. Ce projet continue de se développer et il est décidé, en 1929, de doter la ligne Chambéry-Challes-les-Eaux (la section vers Saint-Jeoire-Prieuré ayant été supprimée quelques mois plus tôt).

### 1930: Les débuts du trolleybus
Le 22 mars 1930, les Hospices de Chambéry vendent un terrain à Chignin afin d’aménager un garage pour le trolleybus. Celui-ci est mis en service entre les gares de Chambéry et de Chignin le 28 juillet 1930. Il suit le tracé du tramway, qui est maintenu en service jusqu’au 6 octobre 1930. À cette date, il est définitivement stoppé.
Les véhicules, qui assurent 4 allers-retours quotidiens, sont alimentés par une ligne aérienne qui est reliée à deux sous-stations électriques situées à Chambéry et à Challes-les-Eaux, confiées respectivement à un chef électricien et à un gardien. Elles sont équipées chacune de deux commutatrices produisant 100 kw. Quatre personnes, réparties en deux équipes composées d’un chauffeur machiniste et d’un conducteur receveur, assurent le bon fonctionnement des véhicules.
Le 26 mai 1944, le bombardement de Chambéry détruit 80 % du dépôt, la sous station chambérienne ainsi que deux des quatre véhicules en activité.
Au début des années 1950, le fonctionnement du trolleybus devient trop élevé pour la régie qui l’exploite. De plus, le développement de la voiture a entrainé de grandes difficultés de fonctionnement : le véhicule est trop loin de sa ligne électrique et son emplacement sur la chaussée pose des problèmes de sécurité. En 1955, il est définitivement retiré du service.

### Après le trolleybus

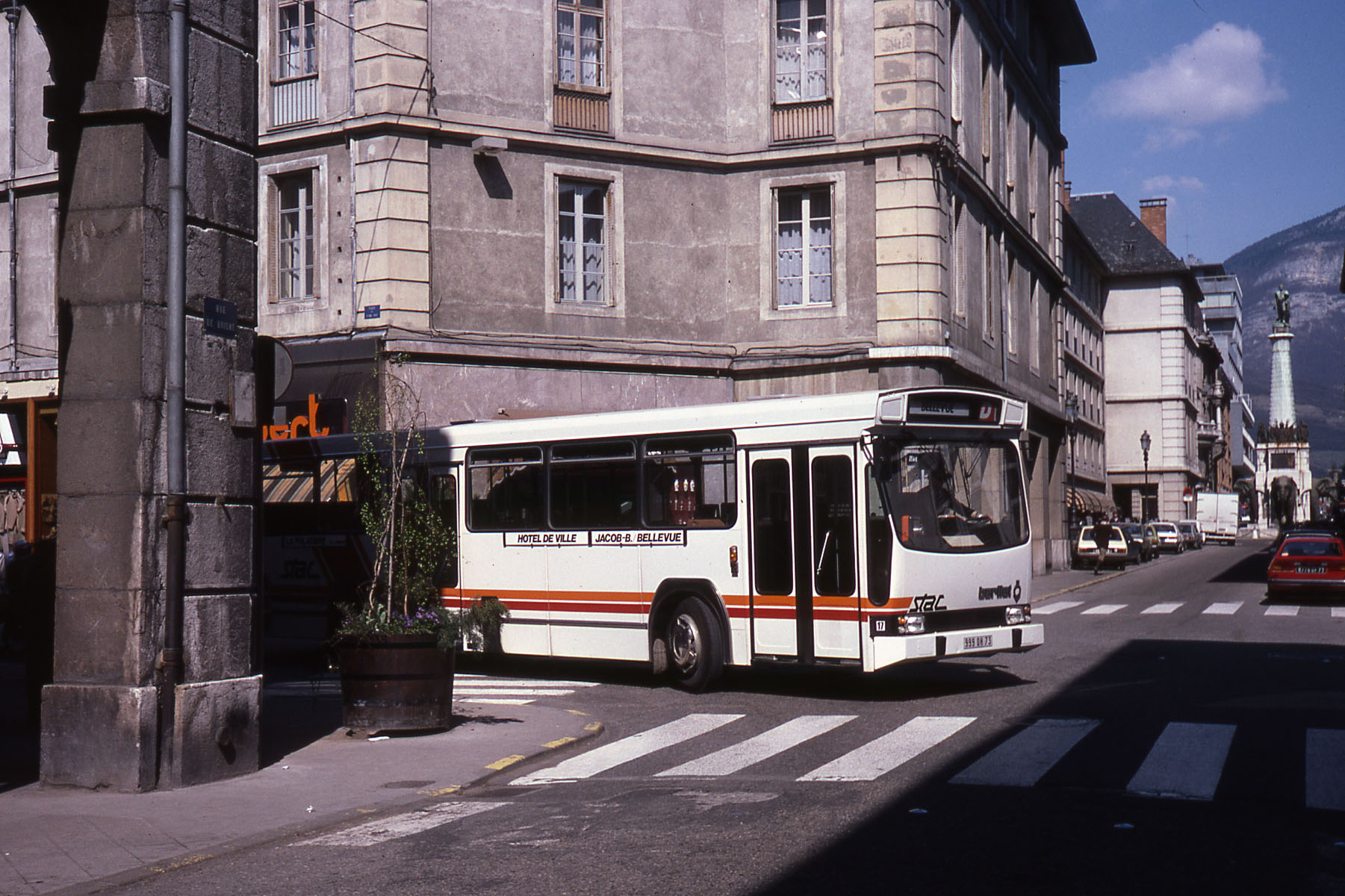
Un bus du Service de transport de l’agglomération chambérienne, créé en 1979.

Après quelques années où les transports en commun sont assez mal développés dans la cluse chambérienne, un premier réseau de bus est mis en place en 1967. Assuré sans concertation par plusieurs transporteurs et mal organisé, il ne satisfait pas les usagers.
En septembre 1979, après plusieurs années d’attente en raison de fonds insuffisants, le Syndicat intercommunal de l’agglomération chambérienne (SIAC) met en place un vrai réseau de bus, le Service de transport de l’agglomération chambérienne (Stac, renommé Syncro Bus en avril 2019). Pendant plusieurs années, celui-ci est doté d’une ligne reliant les gares de Chambéry et de Chignin en suivant un trajet similaire à celui du trolleybus, à l’exception de son terminus chambérien qui se trouve désormais sur le Boulevard de la Colonne, à une centaine de mètres de la gare SNCF. En septembre 2005, la ligne est raccourcie : son terminus est ramené à Saint-Jeoire-Prieuré, situé à quelques kilomètres au nord.

## Exploitation

### Matériel roulant
La ligne est équipée à l’origine de 4 voitures carrossées par Vetra sur des châssis de Renault PY,, équipés d’un moteur développant une puissance de 67 chevaux et attelées à des remorques : deux sont dotées d’une remorque à bagages et les deux d’une remorque à voyageurs du constructeur Baj et Fond. L’ensemble mesure 18 mètres de long. En raison des difficultés des parcours (virages en épingles, etc.) et du climat,, de nombreux constructeurs essayent leurs véhicules sur les lignes de la Régie Départementale des électrobus de la Savoie, ce qui explique le nombre de prototypes,.
| Modèle               | Nombre d’unités | Années d’exploitation                  | Capacité     | Notes                                                                            |
| -------------------- | --------------- | -------------------------------------- | ------------ | -------------------------------------------------------------------------------- |
| Vetra Renault Schéma | 4               | 1930 - 1950                            | ...          | Châssis Renault PY, 67 chevaux. 2 sont détruits lors du bombardement de Chambéry |
| Vetra Berliet        | 1               | ... - ...                              | ...          | Véhicule en essai                                                                |
| Somua SW             | 1               | 1939 - ...                             | 60 personnes | Véhicule prototype                                                               |
| Isobloc              | 1               | Après la Seconde Guerre mondiale - ... | ...          | Véhicule prototype avec direction à droite                                       |
| Jacquemmond          | 2               | ... - ...                              | ...          | ...                                                                              |
| Vetra VBR            | 1               | 1955 - ...                             | ...          | ...                                                                              |

Il faut ajouter à ces voitures un véhicule de service, utilisé pour l’entretien des lignes aériennes. Il s’agit d’une Citroën développant 11 chevaux.

## Dépôts
L’électrobus dispose de deux dépôts : le principal est situé au 23, Avenue de la Boisse à Chambéry. Il s’agit de l’ancien dépôt des tramways, qui y restent entreposés jusqu’à leur vente entre 1933 et 1934.
Un second garage est aménagé à Chignin, sur un terrain cédé par les Hospices de Chambéry au printemps 1930.